# Honda MSX
Honda MSX125 – mały motocykl napędzany silnikiem o pojemności 125 cm3 produkowany od 2014 roku w Tajlandii przez japońskie przedsiębiorstwo Honda.

## Specyfikacja
- Wymiary: 1760 mm × 755 mm × 1010 mm,
- Rozstaw osi: 1200 mm,
- Silnik: czterosuwowy, 2-zaworowy, jednocylindrowy, chłodzony powietrzem,
- Pojemność: 124,9 cm3,
- Pojemność miski olejowej: 1,1 l,
- Stopień sprężania: 9,3:1
- Moc maksymalna: 9,8 KM przy 7000 obr./min,
- Moment obrotowy: 10,9 Nm przy 5500 obr./min,
- Rozruch: elektryczny,
- Sprzęgło: mokre, wielotarczowe,
- Skrzynia biegów: 4-biegowa manualna,
- Przeniesienie napędu: łańcuch,
- Prędkość maksymalna: 110 km/h,
- Pojemność zbiornika paliwa: 5,5 l,
- Hamulec: Przód: 220 mm pojedynczy tarczowy, 2-tłoczkowy zacisk, Tył: 190 mm pojedynczy tarczowy, 1-tłoczkowy zacisk,
- Amortyzator przód/tył: teleskopowy USD, centralny,
- Masa pojazdu gotowego do jazdy: ok. 101,7 kg.